# Metodo del quoziente e dei più alti resti
Il metodo dei più alti resti è una modalità di assegnamento dei seggi proporzionale per le assemblee rappresentative con sistemi elettorali multi-partitici. È in contrasto con i metodi della media maggiore, di cui i più utilizzati sono il D'Hondt e il Sainte-Laguë.

## Quozienti
Vi sono diverse possibilità per calcolare il quoziente: i più comuni sono il quoziente di Hare e il quoziente di Droop.

### Quoziente di Hare
Il quoziente di Hare (o semplice) è definito nel modo seguente
{\displaystyle {\frac {{\mbox{totale}}\;{\mbox{voti}}}{{\mbox{totale}}\;{\mbox{seggi}}}}}
Il metodo Hamilton è effettivamente un metodo del maggior resto, che fa uso della quota Hare, e prende il nome da Alexander Hamilton, che inventò il metodo del maggior resto nel 1792. Tale metodo è utilizzato per le elezioni parlamentari in Russia (dal 2007 con una soglia di sbarramento al 7%), Ucraina (soglia al 3%), Namibia e nel territorio di Hong Kong. Fu applicato, storicamente, al Congresso degli Stati Uniti durante il XIX secolo.

### Quoziente di Droop
Il quoziente di Droop è la parte intera di
{\displaystyle 1+{\frac {{\mbox{totale}}\;{\mbox{voti}}}{1+{\mbox{totale}}\;{\mbox{seggi}}}}}
Il quoziente di Hagenbach-Bischoff è simile, essendo pari a 
{\displaystyle {\frac {{\mbox{totale}}\;{\mbox{voti}}}{1+{\mbox{totale}}\;{\mbox{seggi}}}}}
ed è utilizzato come frazione oppure arrotondato.
Il quoziente di Droop tende ad essere leggermente più generoso verso i partiti più popolari, mentre il quoziente di Hare lo è verso quelli meno popolari, ed è generalmente considerato più proporzionale rispetto al quoziente di Droop, anche se è probabile che un partito che ottenga più della
metà dei voti riceverà con questo metodo meno della metà dei seggi.

### Quoziente di Imperiali
Il quoziente di Imperiali
{\displaystyle {\frac {{\mbox{totale}}\;{\mbox{voti}}}{2+{\mbox{totale}}\;{\mbox{seggi}}}}}
è utilizzato raramente, in quanto presenta il problema che potrebbero esistere più candidati eletti rispetto ai seggi disponibili, cosa che potrebbe avvenire (sia pure solo in teoria) anche con il quoziente di Hagenbach-Bishoff, ma che è impossibile con i quozienti di Hare e di Droop. Se vi sono solamente due partiti, questo fatto avviene sicuramente con il quoziente di Imperiali. In tal caso, si aumenta il quoziente finché il numero dei candidati eletti è uguale al numero dei seggi disponibili, cambiando così il sistema di voto verso il metodo Jefferson (vedi metodo D'Hondt). Era usato in Italia per la Camera durante la Prima repubblica.

## Esempi
Questi esempi considerano un'elezione che assegna 10 seggi e dove i votanti sono 100 000.

### Quoziente di Hare
| Partiti           | Gialli | Bianchi | Rossi  | Verdi  | Blu   | Rosa  | Totale  |
| ----------------- | ------ | ------- | ------ | ------ | ----- | ----- | ------- |
| Voti              | 47 000 | 16 000  | 15 800 | 12 000 | 6 100 | 3 100 | 100 000 |
| Seggi             |        |         |        |        |       |       | 10      |
| Quoziente di Hare |        |         |        |        |       |       | 10 000  |
| Voti/Quoziente    | 4,70   | 1,60    | 1,58   | 1,20   | 0,61  | 0,31  |         |
| Seggi automatici  | 4      | 1       | 1      | 1      | 0     | 0     | 7       |
| Resto             | 0,70   | 0,60    | 0,58   | 0,20   | 0,61  | 0,31  |         |
| Resto seggi       | 1      | 1       | 0      | 0      | 1     | 0     | 3       |
| Totale seggi      | 5      | 2       | 1      | 1      | 1     | 0     | 10      |

### Quoziente di Droop
| Partiti            | Gialli | Bianchi | Rossi  | Verdi  | Blu   | Rosa  | Totale  |
| ------------------ | ------ | ------- | ------ | ------ | ----- | ----- | ------- |
| Voti               | 47 000 | 16 000  | 15 800 | 12 000 | 6 100 | 3 100 | 100 000 |
| Seggi              |        |         |        |        |       |       | 10      |
| Quoziente di Droop |        |         |        |        |       |       | 9 091   |
| Voti/Quoziente     | 5,170  | 1,760   | 1,738  | 1,320  | 0,671 | 0,341 |         |
| Seggi automatici   | 5      | 1       | 1      | 1      | 0     | 0     | 8       |
| Resto              | 0,170  | 0,760   | 0,738  | 0,320  | 0,671 | 0,341 |         |
| Resto seggi        | 0      | 1       | 1      | 0      | 0     | 0     | 2       |
| Totale seggi       | 5      | 2       | 2      | 1      | 0     | 0     | 10      |

### Quoziente Imperiali
| Partiti             | Gialli | Bianchi | Rossi  | Verdi  | Blu   | Rosa  | Totale  |
| ------------------- | ------ | ------- | ------ | ------ | ----- | ----- | ------- |
| Voti                | 47 000 | 16 000  | 15 800 | 12 000 | 6 100 | 3 100 | 100 000 |
| Seggi               |        |         |        |        |       |       | 10      |
| Quoziente Imperiali |        |         |        |        |       |       | 8 333   |
| Voti/Quoziente      | 5,640  | 1,920   | 1,896  | 1,440  | 0,732 | 0,372 |         |
| Seggi automatici    | 5      | 1       | 1      | 1      | 0     | 0     | 8       |
| Resto               | 0,640  | 0,920   | 0,896  | 0,440  | 0,732 | 0,372 |         |
| Resto seggi         | 0      | 1       | 1      | 0      | 0     | 0     | 2       |
| Totale seggi        | 5      | 2       | 2      | 1      | 0     | 0     | 10      |

## Pro e contro
Per l'elettore comune risulta facile capire come vengono assegnati i seggi con il metodo del maggior resto. Se viene utilizzato il quoziente di Hare, non avremo nessun vantaggio per le liste che hanno una grande o una piccola percentuale dei voti - in questo senso è neutrale. Tuttavia, se una lista ottenga o meno un seggio aggiuntivo dipende fortemente dal modo in cui i voti sono distribuiti tra gli altri partiti; è senz'altro possibile che un partito abbia un piccolo guadagno percentuale, ma perda addirittura un seggio. Un paradosso collegato è che un incremento del numero di seggi può portare un partito a perdere un seggio (il cosiddetto paradosso dell'Alabama). Il metodo della massima media evita questi paradossi, ma è meno facile da capire per l'elettore comune.

## Tecniche di valutazione e paradossi
Il metodo del maggior resto è l'unica approssimazione che soddisfa la regola dei quozienti, infatti è progettato proprio per soddisfare questo criterio; tuttavia questo metodo porta ad un comportamento paradossale. Il paradosso dell'Alabama è definito quando un incremento nella ripartizione dei seggi conduce a un decremento nel numero dei seggi di certi partiti. Supponiamo di voler ripartire 25 seggi per 6 partiti nella proporzione 1 500:1 500:900:500:500:200; i due partiti con 500 voti avranno tre seggi ciascuno. Ora mettiamo 26 seggi, e vedremo immediatamente che gli stessi due partiti avranno solo due seggi a testa.
Con 25 seggi avremo:
| Partiti            | A     | B     | C    | D    | E    | F    | Totale |
| ------------------ | ----- | ----- | ---- | ---- | ---- | ---- | ------ |
| Voti               | 1 500 | 1 500 | 900  | 500  | 500  | 200  | 5 100  |
| Seggi              |       |       |      |      |      |      | 25     |
| Quoziente di Hare  |       |       |      |      |      |      | 204    |
| Quozienti ricevuti | 7,35  | 7,35  | 4,41 | 2,45 | 2,45 | 0,98 |        |
| Seggi automatici   | 7     | 7     | 4    | 2    | 2    | 0    | 22     |
| Resto              | 0,35  | 0,35  | 0,41 | 0,45 | 0,45 | 0,98 |        |
| Seggi in surplus   | 0     | 0     | 0    | 1    | 1    | 1    | 3      |
| Totale seggi       | 7     | 7     | 4    | 3    | 3    | 1    | 25     |

Con 26 seggi avremo:
| Partiti            | A     | B     | C    | D    | E    | F    | Totale |
| ------------------ | ----- | ----- | ---- | ---- | ---- | ---- | ------ |
| Voti               | 1 500 | 1 500 | 900  | 500  | 500  | 200  | 5 100  |
| Seggi              |       |       |      |      |      |      | 26     |
| Quoziente di Hare  |       |       |      |      |      |      | 196    |
| Quozienti ricevuti | 7,65  | 7,65  | 4,59 | 2,55 | 2,55 | 1,02 |        |
| Seggi automatici   | 7     | 7     | 4    | 2    | 2    | 1    | 23     |
| Resto              | 0,65  | 0,65  | 0,59 | 0,55 | 0,55 | 0,02 |        |
| Seggi in surplus   | 1     | 1     | 1    | 0    | 0    | 0    | 3      |
| Totale seggi       | 8     | 8     | 5    | 2    | 2    | 1    | 26     |